# Billard aux Jeux mondiaux de 2001
Navigation
Lahti 1997 Duisbourg 2005
Les épreuves de billard des Jeux mondiaux de 2001 ont lieu du 22 juillet au 26 juillet 2001, à Akita (Japon).

## Podiums

### Hommes
| Épreuves                      | Or                             | Argent                    | Bronze                  |
| ----------------------------- | ------------------------------ | ------------------------- | ----------------------- |
| Billard américain-Jeu de la 9 | Taipei chinois Yang Ching-shun | Allemagne Ralf Souquet    | Allemagne Thomas Engert |
| Billard français-3 bandes     | Espagne Daniel Sánchez         | Pays-Bas Dick Jaspers     | États-Unis Sang Chu Lee |
| Snooker                       | Belgique Bjorn Haneveer        | Philippines Marlon Manalo | Pakistan Shokat Ali     |

### Femmes
| Épreuves                      | Or                      | Argent                 | Bronze                        |
| ----------------------------- | ----------------------- | ---------------------- | ----------------------------- |
| Billard américain-Jeu de la 9 | États-Unis Jeanette Lee | Royaume-Uni Karen Corr | Taipei chinois Chen Chun-Chen |

## Tableau des médailles
| Rang  | Nation         | Or | Argent | Bronze | Total |
| ----- | -------------- | -- | ------ | ------ | ----- |
| 1     | Taipei chinois | 1  | 0      | 1      | 2     |
| 1     | États-Unis     | 1  | 0      | 1      | 2     |
| 3     | Belgique       | 1  | 0      | 0      | 1     |
| 3     | Espagne        | 1  | 0      | 0      | 1     |
| 5     | Allemagne      | 0  | 1      | 1      | 2     |
| 6     | Royaume-Uni    | 0  | 1      | 0      | 1     |
| 6     | Pays-Bas       | 0  | 1      | 0      | 1     |
| 6     | Philippines    | 0  | 1      | 0      | 1     |
| 9     | Pakistan       | 0  | 0      | 1      | 1     |
| Total | Total          | 4  | 4      | 4      | 12    |